# 五島列島
座標: 北緯32度41分43.8秒 東経128度50分26.9秒 / 北緯32.695500度 東経128.840806度

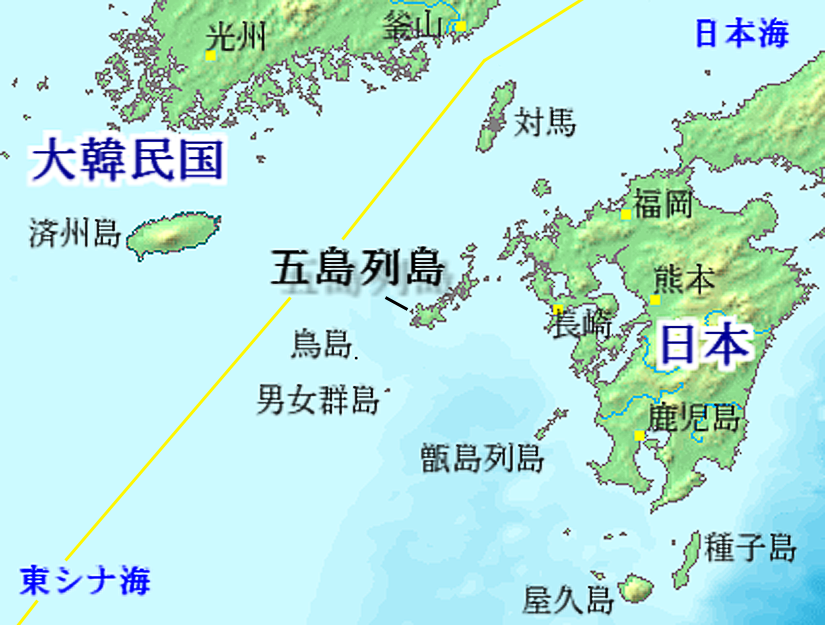
五島列島の位置

五島列島（ごとうれっとう）は、長崎県西部に位置する列島。人口は約7万人。北東側から南西側に80km（男女群島まで含めると150km）にわたって大小あわせて152の島々からなる。旧松浦郡。

## 概要

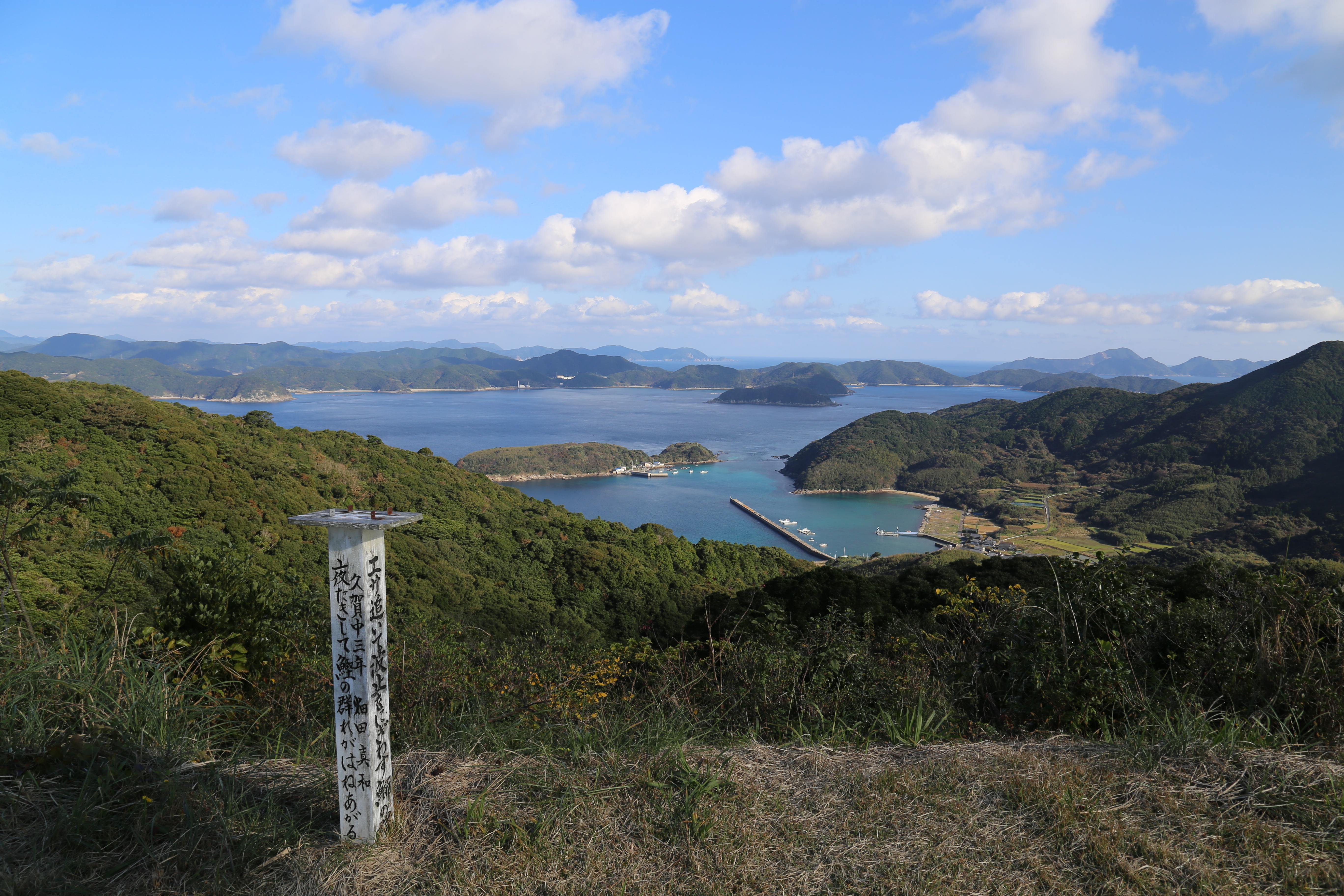
五島列島の風景

五島列島は、自然海浜や海蝕崖、火山景観など複雑で変化に富んだ地形で、ほぼ全域が西海国立公園に指定されるなど豊かな自然景観を有している。島々には多くのカトリック教会が点在し、「長崎の教会群とキリスト教関連遺産」として2018年に世界遺産登録がなされた。昭和時代には、東シナ海で操業する漁船団の先端基地として栄えた。近年漁獲高は減少しているものの、現在も漁業が重要な産業であり、海産物が名物である。
なお、「五島列島」とは学問的な呼び名であり、現地の会話の中ではあまり使われず、地元や九州地方では単に「五島」と言うことが多い。

## 地理

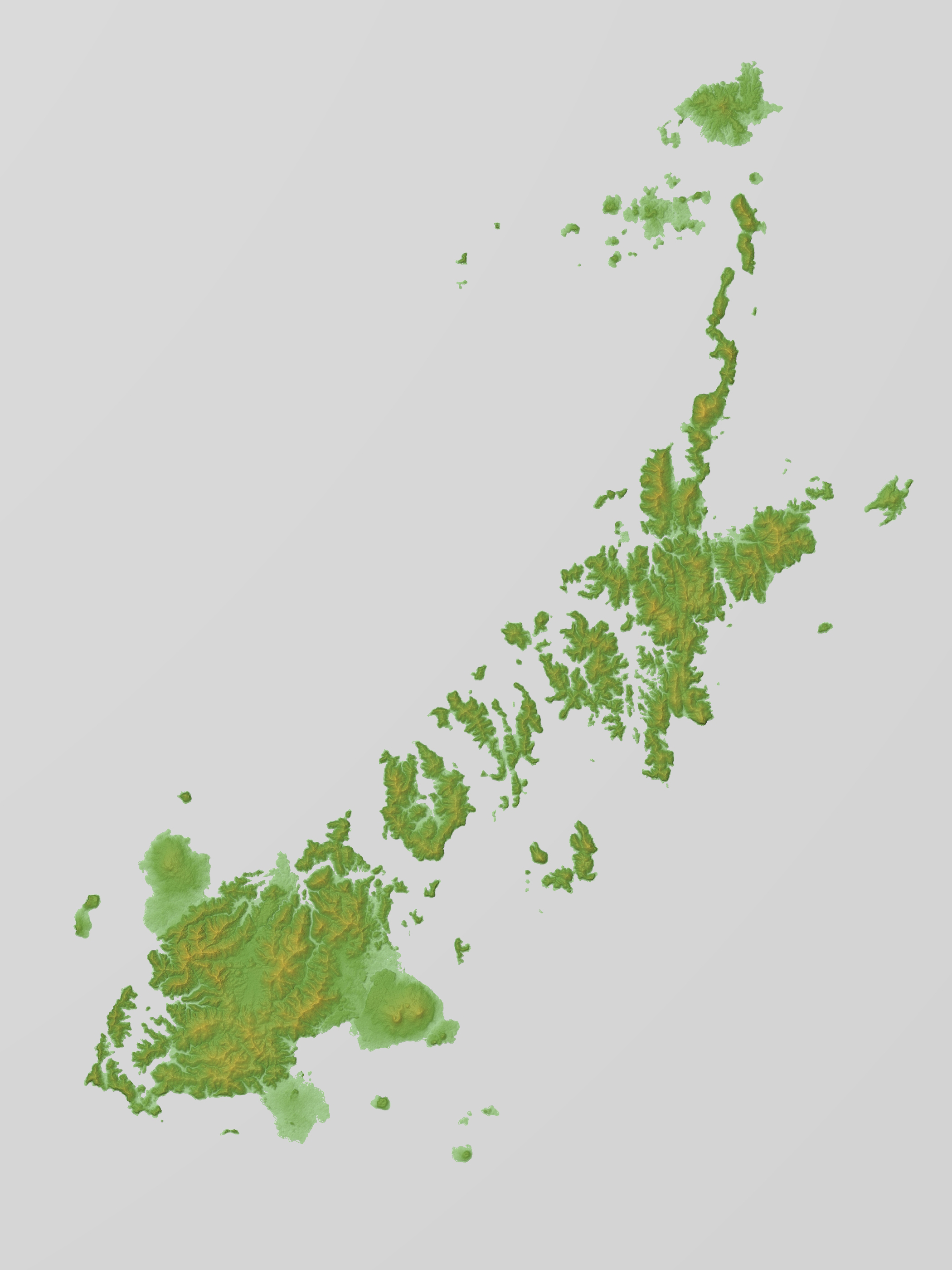
五島列島の地形図

長崎県に属する五島列島は九州本土の西に位置している。全域が旧松浦郡であり、かつ西海国立公園に指定されており、北東側から中通島、若松島、奈留島、久賀島、福江島の5つの大きな島およびその周辺の小さな島々からなる。長崎県には非常に多くの島があるが、五島列島は多くの島々が本土や他の島とは少し離れた位置に密集しており、「五島」と総称されるまとまりを形作っている。島々は連なった山々が海に沈み高い部分だけが残って溺れ谷となった複雑なリアス式海岸線を持つ地形である。
五島列島は北東から南西に長く伸びているため、全体を大きく二つに分けて、五島最大の福江島を中心とする南西の島々を「下五島（しもごとう）」、2番目に大きな中通島を中心とする北東部を「上五島（かみごとう）」と呼ぶこともある。現在の行政区域では下五島が五島市、上五島が南松浦郡新上五島町に属する。江戸時代に五島藩（福江藩）の中心であった福江島には「下五島」の呼び名はあまり使われないが、「上五島」は「中通島」以上によく使われる呼び名である。
中通島の北にある宇久島、小値賀島と周辺の島々は現在の行政区域としては五島市及び新上五島町には含まれず、佐世保市及び北松浦郡小値賀町に属するが、歴史的つながりや地理的まとまりの他、フェリー・貨物船航路、警察の管轄区域などが上五島と共通していることから五島列島の一部とみなされることが多い。
国際水路機関による定義では、最も南西の福江島西端が日本海と東シナ海の境界とされている。ただし、一般的には五島列島周辺の海域を「日本海」と呼ぶことはほぼ皆無で、「五島列島は東シナ海に浮かぶ島々」と紹介されることがほとんどである。

### 五島列島を構成する島

五島列島の島々。太字は有人島。配色は市町に対応する。
黄：佐世保市、緑：小値賀町、青：新上五島町、桃：五島市、オレンジ：西海市。

それぞれの島の面積・人口は、特記しない限り2005年（平成17年）10月1日時点である。なお、佐世保市（旧北松浦郡宇久町）・北松浦郡小値賀町の範囲についても記述する。

#### 五島市
- 福江島 - 面積：326.34km2 人口：36,969人[8]
- 奈留島 - 面積：23.80km2 人口：2,642人[8]
- 前島 - 面積：0.47km2 人口：33人[8]
- 葛島 - 面積：0.72km2 （無人島）[9]
- 久賀島 - 面積：37.35km2 人口：379人[8]
- 蕨小島 - 面積：0.03km2 人口：11人[8]
- 椛島 - 面積：8.75km2 人口：154人[8]
- 赤島 - 面積：0.51km2 人口：19人[8]
- 黄島 - 面積：1.38km2 人口：50人[8]
- 黒島 - 面積：1.12km2 （無人島）[10]
- 島山島 - 面積：5.53km2 人口：25人[8]
- 嵯峨ノ島 - 面積：3.17km2 人口：187人[8]
- 姫島 - 面積：0.46km2 （無人島）[9]
- 男女群島
  - 男島 - 面積：2.7km2 （無人島）[9]
  - クロキ島（黒木島） - 面積：0.112km2 （無人島）[9]
  - 寄島（中ノ島） - 面積：0.25km2 （無人島）[9]
  - 帆立岩 - 面積：●km2 （無人島）
  - ハナグリ島（花栗島） - 面積：0.202km2 （無人島）[9]
  - 女島 - 面積：1.23km2 （無人島）[9]
  - 鮫瀬 - 面積：●km2 （無人島）
- 鳥島 - 面積：●km2 （無人島）

#### 南松浦郡新上五島町
- 中通島 - 面積：168.34km2 人口：22,834人
- 頭ヶ島 - 面積：1.88km2 人口：19人
- 折島 - 面積：0.32km2 （無人島）
- 桐ノ小島 - 面積：0.04km2 人口：8人
- 若松島 - 面積：30.99km2 人口：1,935人
- 漁生浦島 - 面積：0.65km2 人口：30人
- 有福島 - 面積：2.97km2 人口：161人
- 日島 - 面積：1.39km2 人口：52人

#### 北松浦郡小値賀町
- 小値賀島 - 面積：12.22km2 人口：2,758人
- 黒島 - 面積：0.24km2 人口：82人
- 小黒島 - 面積：●km2 （無人島）
- 大島 - 面積：0.71km2 人口：93人
- 斑島 - 面積：1.57km2 人口：272人
- 納島 - 面積：0.65km2 人口：31人
- 六島 - 面積：0.69km2 人口：31人
- 野崎島 - 面積：7.10km2  （無人島）
  - 野崎島は平成13年に当時最後の住民であり島を守り続けてきた沖ノ神嶋神社宮司の離村により、無人島になった。現在は、簡易宿泊施設・休憩施設「野崎島自然学塾村」の管理者以外、無人の島になっている。
- 藪路木島 - 面積：0.47km2 （無人島）

#### 佐世保市
- 宇久島 - 面積：24.92km2 人口：3,216人
- 寺島 - 面積：1.27km2 人口：23人

## 歴史

### 上古時代から平安時代まで
五島列島に人が住み着いたのは早く、一部には旧石器時代に既に人が住みついていたという。島では旧石器時代以降、縄文時代や弥生時代の遺跡が非常に多く発見されている。
日本人の先祖の大部分がどこから来たのかについては多くの説があるが、五島列島は最近でも中国やベトナムからの難民を乗せた船が何度も流れ着き、また台風の時は中国漁船の避難場所にもなっており、中国大陸南部から海流にまかせて流されれば五島に着く可能性も充分にある。
『肥前国風土記』にも、五島の海士は「容貌、隼人に似て、常に騎射を好み、その言語は俗人に異なれり」と記されている。
五島では島々が密集していながら地続きではなく、全体としてはかなり大きいといえる。五島列島のどこにいてもたいてい海が見える。
このような自然環境は漁労民には大きな利点であった。遺跡などから考えると、縄文時代の生活は同じ時代の本土と変わらないものであったが、その後、弥生時代になると本土発祥の生活様式などがやや遅れて五島に伝わってくるようになったと思われる。
ただし、時代が下っても平安時代には後期遣唐使が最後の寄港地とするなど、本土から距離があるとはいえ大陸に近いということもあり、中央の文化と長く隔絶された状況ではなかった。
『古事記』の国産みにおいて、イザナギ・イザナミが大八州を生んだ後、更に「児島」「小豆島」「大島」「女島」「知訶島（ちかのしま）」「両児島（ふたごのしま）」を生むが、この中の知訶島が五島列島である。古くは福江島を「おおぢか（大知訶、大値嘉）」と呼び、上五島の島を「こぢか」と呼んでおり、現在行政区画上ではたまたま五島列島に入れられていないものの五島列島の一部としてその北に位置する小値賀島（おぢかじま）がその呼称の名残とされる。
『日本書紀』天武天皇4年夏4月18日（675年5月17日）の条に「三位麻続王に罪があって因幡に流罪とした際、その子らを伊豆大島とともに「血鹿嶋」に流した」とある。
「両児島（ふたごのしま）」についても、五島の南西に離れて浮かぶ男女群島のことであるとするのが通説である。
五島列島に比してかなり小さい男女群島は現在の行政区画では五島市 に入るが、この島も女島灯台が設置されるなど近年に至るまで重要な島であった。これらのことからも、古代において五島列島や周辺の島々が中央にもよく知られていたことが分かる。
- 景行天皇御代 『肥前国風土記』に、九州巡幸の時、従者に命じて五島内を視察させ、海・陸の産物，住民のこと等詳しく報告を受けたと記す。
- 704年　第7次遣唐使船（粟田真人・山上憶良）帰朝の際に玉之浦へ漂着。
- 740年（天平12年）に大宰少弐藤原広嗣が反乱を起こしたが敗れ、肥前国松浦郡の値嘉嶋長野村（ちかのしまながのむら、現在の宇久島）で逮捕され、断首されている。
- 804年　第16次遣唐使船4隻、久賀島田之浦に寄泊して渡唐、最澄、空海ら随行。
- 842年（承和9年） 唐の商人李処人が博多から唐へ向かう途中、値嘉嶋奈留浦（奈留島）に寄港し、老朽化した船を廃棄し、島の楠を切り出して3ヶ月で新船を完成させ、6日間で唐へと渡っている[11] 。
- 876年（貞観18年）には、それぞれ値嘉郷・庇羅郷（ひらごう）とも呼ばれていた五島列島と平戸島地域を併せて値嘉島という行政区画とし、島司が置かれた。

### 中世以降から五島藩の成立まで
その後、中世に至るまで五島列島の政治勢力に大きな変化はみられなかったが、鎌倉時代以降は松浦水軍の松浦党に属した宇久氏が勢力を伸ばし、宇久島から五島列島のほぼ全域を支配下に収める。
宇久氏は14世紀後半に宇久島から拠点を五島列島の南端で最大の島である福江島に移し、玉之浦納の反乱による衰退などを経ながらも、松浦党の中心勢力を統合した近接する平戸島の平戸松浦氏とも良好な関係を維持しつつ戦国大名となった。
- 1187年　松浦一族より宇久推定、宇久島にて宇久氏を名乗る。
- 1281年　5代目領主宇久競、元寇の役に出陣、軍功をあげる。
- 1351年（観応2年） 小値賀島と浦部島の一部を平戸領（松浦藩）とし、浦部島の大半を青方領（五島藩）とすることで和解した。
- 1381年（弘和3年） 8代目領主宇久覚が、宇久島から五島列島最大の島である福江島に居を移した[11]。
- 1413年（応永20年） 五島各地に拠点を構えていた豪族により五箇条の規約を設けた「宇久浦中契約」が成立し、9代目領主の宇久勝が五島の党首に推され五島統一がなった[11] 。
- 1540年（天文9年） 明の商人の王直が通商を求めて五島に来航し、領主の宇久盛定は、通商を許可して城下に居住地を与えた[11] 。

また、戦国時代には倭寇（後期倭寇）頭目で貿易商人の王直が宇久氏の協力の下で活動の一拠点としている。
このように、中世以降の歴史においても、大陸や朝鮮半島に近いことが五島の運命を決定している。種子島への鉄砲伝来にも主導的な役割を果たしたといわれる王直は「五峰王直」の名でも知られるが、この五峰とは五島の別称である。
五という数字を尊ぶ中国の発想から、ヤマトにおける「ちかのしま」は、中国からは「五峰」または「五島」と呼ばれるようになり、それが日本にも伝わって五島の呼び名が定着したといわれる。
その後、豊臣秀吉が九州平定を達成すると宇久氏当主純玄はこれに臣従して1万5千石の領地支配を認められ、前後して五島氏と姓を改めた。五島氏は朝鮮出兵においても小西行長軍の一部として戦っている。
- 玉之浦納の反乱
- 宇久氏#朝鮮出兵における五島勢

### 藩政時代以後
江戸時代の五島列島は大半が福江藩（五島藩）五島氏の領地となり、小値賀島とその属島および中通島の最北端部は平戸藩の領地となっていた。
このほか、福江藩の分家として福江島富江に富江陣屋を置いた富江領（交代寄合）があり、中通島の一部などにも富江領が存在したが、福江領と富江領の領民間で漁業権などをめぐる衝突がしばしば起こった。五島氏の領地は明治維新に至るまで続き、異国船の往来が増えた幕末に石田城が築城されて、今日も福江の中心部に美しい石垣が残っている。
- 1678年　魚目で鯨網による捕鯨が始まる。
- 1797年（寛政9年） 大村藩外海地方から108名が五島へ移住した 。その後、移住した人たちに土地が与えられたことを知ると外海地方からの移住者が増えた[12]。
- 1863年 福江城（石田城）完成。

明治に入り、富江領は本藩（福江藩）へ合併されたがほどなく廃藩置県となり、福江県・平戸県を経て現在のように長崎県の一部になった。その後、鎖国政策の江戸時代には辺境の離島であった五島にも文明開化の波が押し寄せ、地政学上の重要性から大瀬埼灯台や女島灯台などが建設されている。
明治初期に列島周辺で発見された赤珊瑚は、色や質から名声を博し、五島珊瑚として重要な輸出品となった。しかし、貧弱な手漕ぎ船による出漁は、しばしば大規模な海難事故を招いた。
- 1900年（明治33年） 福江城本丸跡に長崎県立五島中学校創立
- 1905年（明治38年）8月7日、8日 台風の接近に伴い珊瑚採取船が多数沈没。死者219人。
- 1906年（明治39年）10月22日、23日24日 台風の接近に伴い珊瑚採取船が多数沈没。死者1300人。
- 1912年（明治45年） 五島～長崎、五島～佐世保間に定期航路開設

昭和の時代においては海産物の水揚げや新しい加工技術の導入や養殖の増加に加え、太平洋戦争の戦禍をほとんど受けなかったことやサンゴ等の特産物がブームになるなどの幸運もあり、五島の人口は増加していき、最盛期には15万人を数えた。
この間、1962年（昭和37年）には五島の中心地福江市の中心市街地が全焼する福江大火による大規模な被害を受けたが、経済成長の時代の勢いもあって見事に復興し、むしろ市街地の近代化に成功した。
五島藩の城下町とはいえ「離島の小集落」という印象が強かったそれまでの福江市街地を生まれ変わらせている。
- 1955年 西海国立公園の制定により、五島各地が国立公園に含まれる。
- 1962年 福江大火により市の中心部604戸が焼失。
- 1963年 福江空港完成。
- 1964年 集中豪雨により福江川氾濫し、家屋全壊35戸、床上浸水487戸、死者11名。
- 2011年（平成23年） 「五島市久賀島の文化的景観」[14] 及び「小値賀諸島の文化的景観」が重要文化的景観として選定される。
- 2012年（平成24年） 「新上五島町北魚目の文化的景観」及び「新上五島町崎浦の五島石集落景観」が重要文化的景観として選定される。

近年では五島全域で人口が減少に転じ住民の高齢化も進んでいる。平成の大合併によって五島の行政区画が大きく五島市と南松浦郡新上五島町に集約されたものの、過疎・高齢化が著しく進んでいる。若年層が島外へ出て就職するケースが多いため、若者の就労機会を増やすための取り組みがなされている。

### 五島のキリスト教史

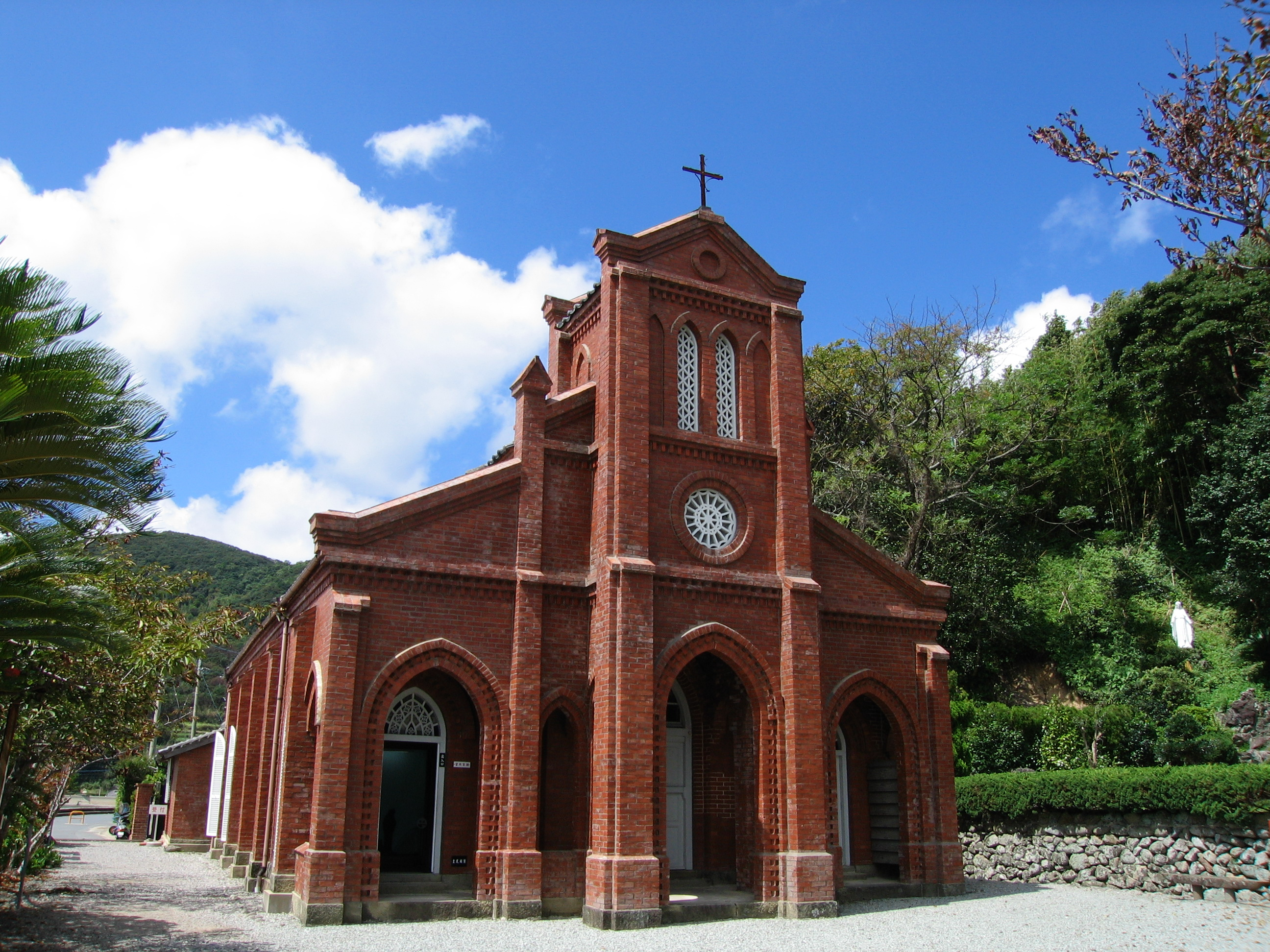
堂崎天主堂

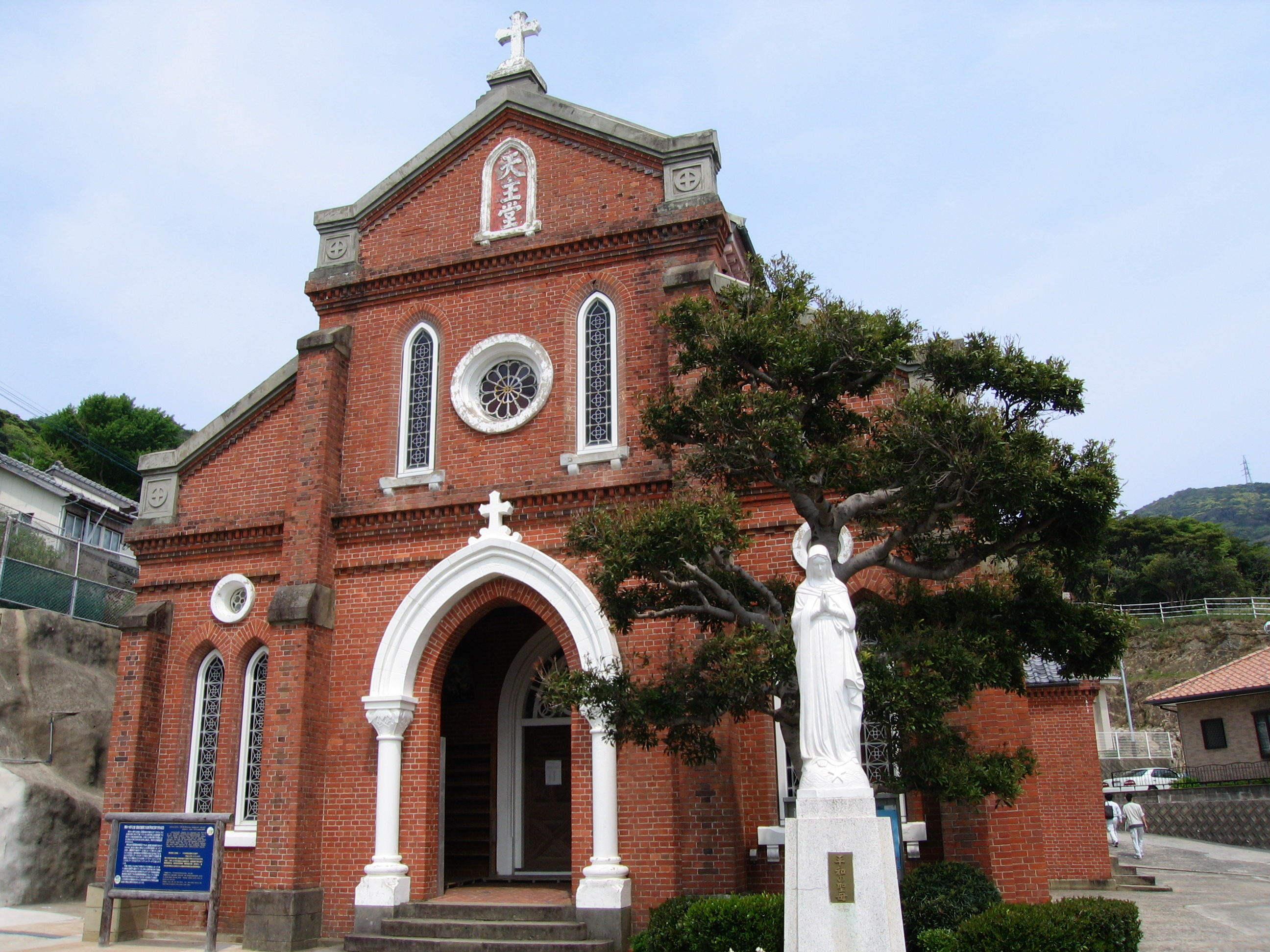
青砂ヶ浦天主堂

1566年にイエズス会宣教師のルイス・デ・アルメイダらが五島にも来島してキリスト教（カトリック）の布教を行っている。これを受けて翌年に領主宇久純定の子の宇久純尭が洗礼を受け、1571年に家督を継いでキリシタン大名となっているが、五島のキリスト教はその直後から豊臣秀吉や江戸幕府によるキリスト教禁止政策（禁教令）よって一度はほぼ完全に衰退している。秀吉の時代には九州各地にかなりキリスト教が浸透していたが、キリシタンへの迫害が始まると多くは棄教するか潜伏キリシタンとなった。1597年に長崎で殉教した日本二十六聖人に中には五島出身の聖ヨハネ五島もおり、現在では福江島の堂崎天主堂に彼の殉教を祈念する像が建立されている。
その後、江戸時代中期に、五島藩は大村藩領からの開拓民を移住させる働きかけをし、1797年（寛政9年）、外海地方から108名が五島へ移住した。そのほとんどが潜伏キリシタンであったようだが、ここに五島におけるキリシタン信仰が秘密裏に復活した。彼らが藩から土地を与えられたことを知ると外海地方からの移住者が続々と増え、その数は3000名以上にも上ったといわれる。
しかし、五島藩ではキリシタンに対する厳しい取り締まりはあまり行われなかったものの、今日のように信仰の自由が制度として保障されていたわけではなく、また、移民という立場から、五島の主だった港や平野部ではなく、山間部の僻地や、陸路での往来が困難な奥まった小さな入り江などに移り住んで小規模な集落を作った例が多い。五島の潜伏キリシタンは迫害の時期にあってはこのような集落に隠れ住むようにして密かに信仰を維持し、特に明治維新前後の激烈な迫害を耐えた。
幕末の1865年、長崎の大浦天主堂で浦上の潜伏キリシタンが信仰を表明し、これ以降続々と長崎各地で多くのキリシタンがその信仰を明らかにし始めたが、神道国教化目的のため江戸幕府のキリスト教禁止政策を引き継いだ明治政府は、明治最初期に「浦上四番崩れ」と呼ばれる悲惨な宗教弾圧を引き起こした。
この頃には五島各地のキリシタンにも、長崎で指導を受けた信徒によってカトリックの教義が伝えられて、多くのキリシタンが信仰を明らかにしていったが、これに対して五島藩はキリシタンを捕え、「五島崩れ」と呼ばれる弾圧を繰り返した。久賀島では、200名の信徒がわずか6坪の牢に8ヶ月間も押し込められ40名以上が死亡するという悲惨な「牢屋の窄（ろうやのさこ）」事件が起こっている。
このような迫害を耐え隠れて信仰を守り抜いた五島のキリシタン達は、その後、明治政府の方針転換によってキリスト教の信仰が認められると五島各地に次々と聖堂（教会堂）を建てた。
これらの教会は小規模のものが多いが、長崎にある日本最古のカトリック教会の国宝「大浦天主堂」建立直後といえる時期に建てられ既に100年以上の年月を経ている建物もあり、その後建てられた比較的新しい教会群とともに今も五島のカトリック信者の心のよりどころとなっている。
また、明治期にカトリック教会に復帰することなく、先祖代々からのキリシタンの信仰を受け継いでいるカクレキリシタンの人たちもいて、近年は過疎化や生活習慣の変化のためその信仰伝承は途絶えてしまった所も多いが、いまもカクレの信仰を守る人も僅かながら存在する。
五島は現在でもキリスト教徒（カトリック信徒）が比較的多い地域で、人口の10％以上がカトリックである。
列聖調査中のドミンゴス中村長八神父のような有名な五島出身の信者もいる。五島の人にとっては小学校からカトリック信者のクラスメートがいるのはごく当たり前のことであり、いまはカトリックと仏教など他宗教との間に宗教上の争いなども特にない。
五島列島であわせて51ヶ所のカトリック教会があり、教会のある風景は長く五島の日常となっているため、郷土五島のシンボルとして皆に愛されている。
2007年1月23日には、文化庁が長崎の教会群とキリスト教関連遺産のユネスコ世界遺産（文化遺産）暫定リスト入りを決めた。
長崎県内に12ある構成資産のうち、五島列島では4箇所の教会が構成資産に選ばれている。

## 観光

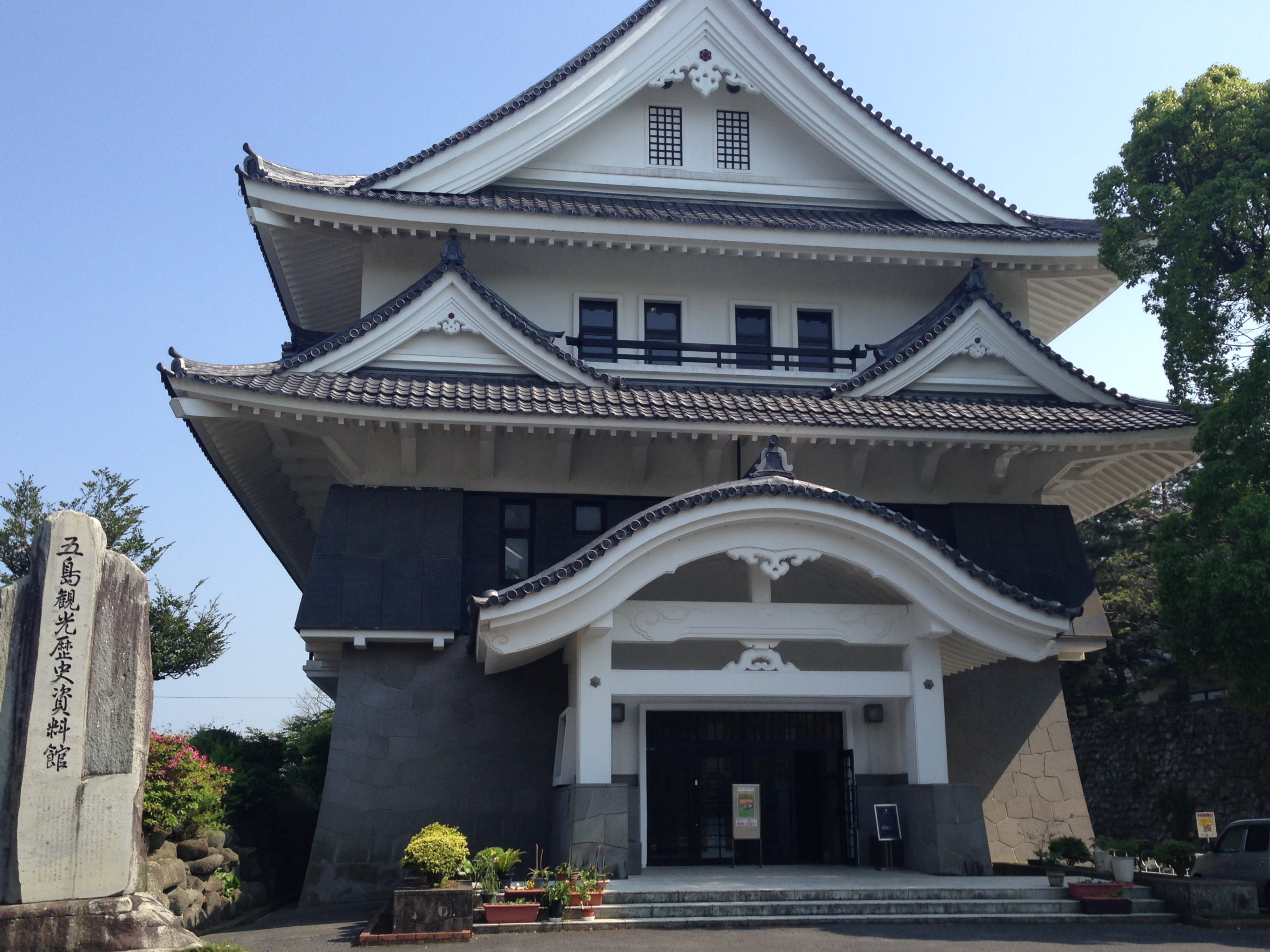
石田城北の丸にある五島観光歴史資料館

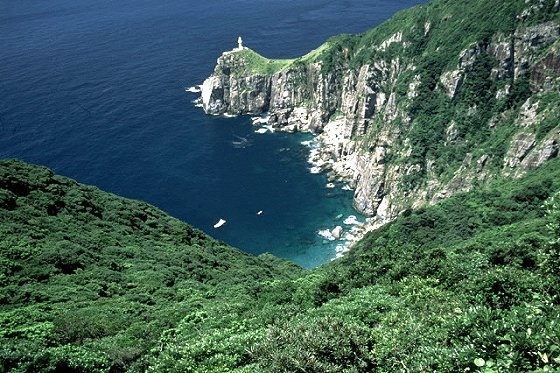
大瀬埼灯台

五島は九州本土と離れており、大きな工場などもないため、大瀬埼灯台などの雄大な景観や美しい砂浜など手付かずの自然が残っている。
素朴な風土やキリシタンの歴史を物語る多くの古いカトリック教会など、五島の観光は他では味わいがたい風情がある。遣唐使の停泊地であったことから遣唐使に関する文物も残されており、福江島には道の駅 遣唐使ふるさと館。五島へは空海も唐への往復の際に立ち寄っている。
世界遺産登録が視野に入り、地元でもキリスト教会群の保存や観光活用の動きが活発になっている。
五島の玄関口といえる五島市の港近くには日本で最も新しく完成した日本式の城である石田城（福江城）の城跡があり、五島市のシンボルとなっている。元は幕末の国防上の必要性から高松城に次いで日本で僅か2例目となる海城として完成したものであるが、五島市（旧福江市）の港湾埋め立てにより現在は港よりやや内陸に位置している。
石田城には天守閣がなく、幕末の同時期に完成した松前城や五稜郭のように実戦に使われた逸話等も残っていないが、城の構えとなる石垣は比較的よく保存されており周囲を走る道路からも確認できる。また、城の本丸跡には1900年設立の長崎県立五島高等学校の校舎が建て替えを経ながらも設立当初より一貫して建っている。明治維新後に旧福江藩（五島藩）の当主であった五島盛光公により本丸の敷地が五島の教育のため県に寄贈されたことによるものであり、全国的に城跡を利用した学校は少なくないが本丸跡に建っている校舎は非常に珍しい。
堀や石垣の中の天守閣があるべき位置に歩いて「登城」するように通学する高校生は100年以上続く五島市街地の日常風景となっている。石田城の石垣の中には、五島高校の他にも二の丸跡に五島市庭園、北の丸跡に五島観光歴史資料館や五島市図書館、五島市福江文化会館などがある。
五島市街地から望める鬼岳（おにだけ、おんだけ）は山頂がなだらかな曲線をなしており、全面が芝生の公園となっているため冬季以外は家族連れの姿が多い。五島福江空港もこの鬼岳の北側山腹を拓いて建設されている。五島は本土と離れた位置にあるため工場等がほとんど無く、空気が澄んでいるため市街地を一歩でれば正に「降るような星空」が見える。
この条件を生かして鬼岳の山頂付近には鬼岳天文台も設置されており、夏休みなどには特に子供連れやカップルに人気が高い。鬼岳周辺には、この他ゴルフ場やリゾート施設、温泉施設などもある。
外海に囲まれた五島列島は海産物の恵みが豊富であり、九州本土からの個人・ツアーの釣り客が多く訪れている。五島全域に釣りのポイントが多いだけでなく、福江島の高浜海水浴場をはじめ多くの海水浴場があり海のレジャーに訪れる観光客が多い。夏休みの間は無人島での地引網体験の実施や、海底が見える観光用グラスボートの運航などもあり、家族で楽しむことができる。
福江島の五島自動車学校では合宿免許の受け入れにも力を入れており、以前より福岡方面の若者に夏場の観光を兼ねたプランとして人気が高い。
観光の土産物には、良質な海産物やその加工品のほか、テレビなどで取り上げられることが増え全国的にも有名となってきた五島うどん、かんころもち、上質なことで知られる椿油などが評価が高い。多くが市街地の土産物屋や空港や港の販売店で購入できる。
五島うどんはその名のとおり五島の名産品であり、椿油を練りこむ手延べ製法とそれによる細麺ながらの強いコシとゆでた後の伸びにくさが特徴。独特の製法の起源は不明であるが、一説では遣唐使が唐から伝えたものであり日本全国のうどんの元祖であるという。
五島観光を計画する際には、五島市観光協会や五島市観光ポータルサイトなどで名所やおすすめコースなどの情報収集をするとよい。

## 主な出身者
- 榊英雄（俳優、映画監督）
- 永井響（俳優、モデル）
- 永尾亜子（フジテレビアナウンサー） - 中通島出身
- 長濱ねる（タレント、元欅坂46メンバー） - 長崎市出生だが3歳から7歳まで中通島で育つ。
- すみや（友達）
- 立木文彦（声優）
- 出口倫子（競輪選手）
- 古木のぞみ（声優）
- 脇田もなり（歌手）
- 髙嶋仁（智辯学園高等学校・智辯学園和歌山高等学校野球部名誉監督）
- 松浦慎一郎（俳優、ボクシングトレーナー）- 新上五島町出身
- 馳月基矢（小説家）奈留島出身

## 交通アクセス

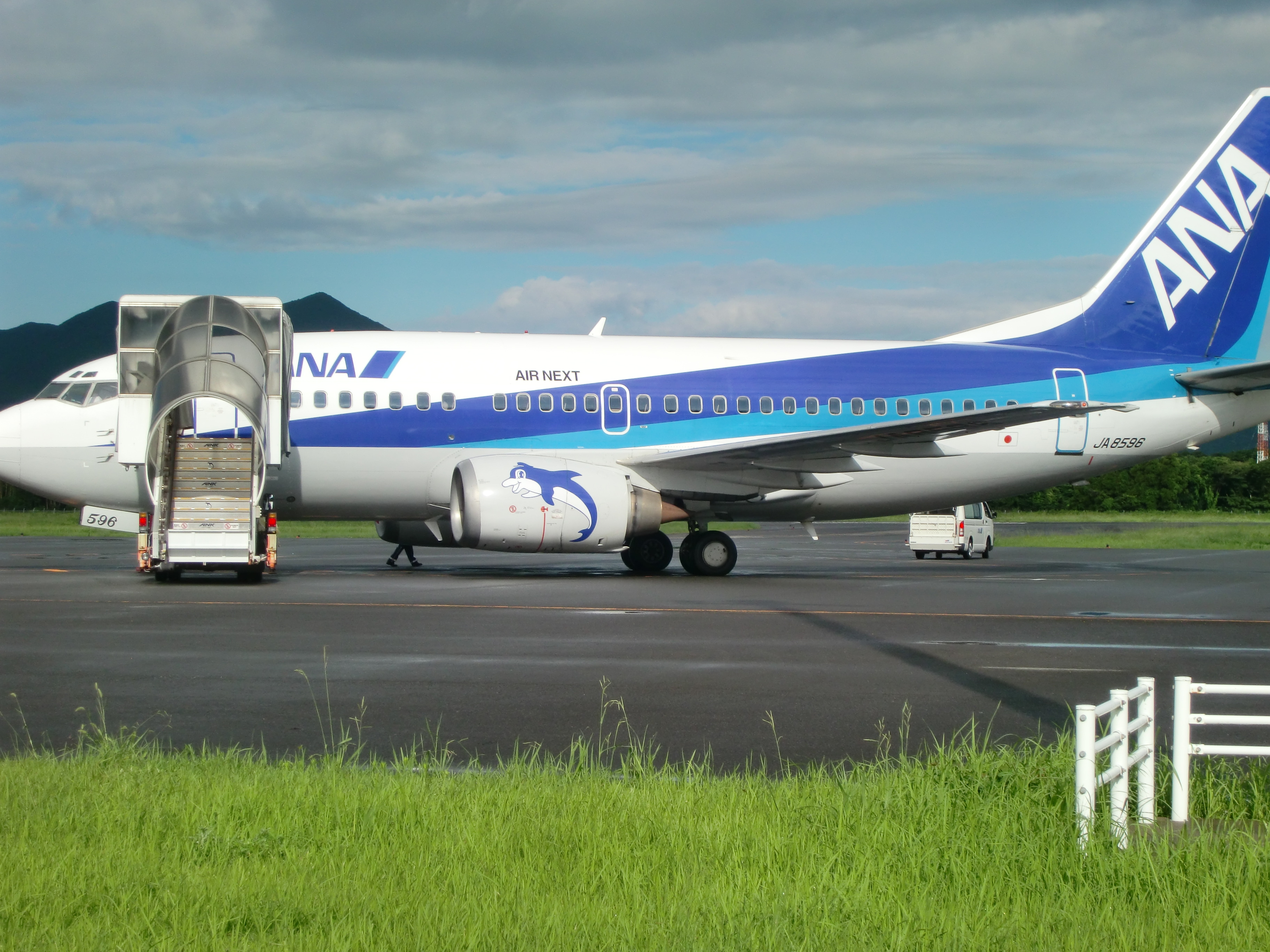
五島福江空港に駐機中のボーイング737

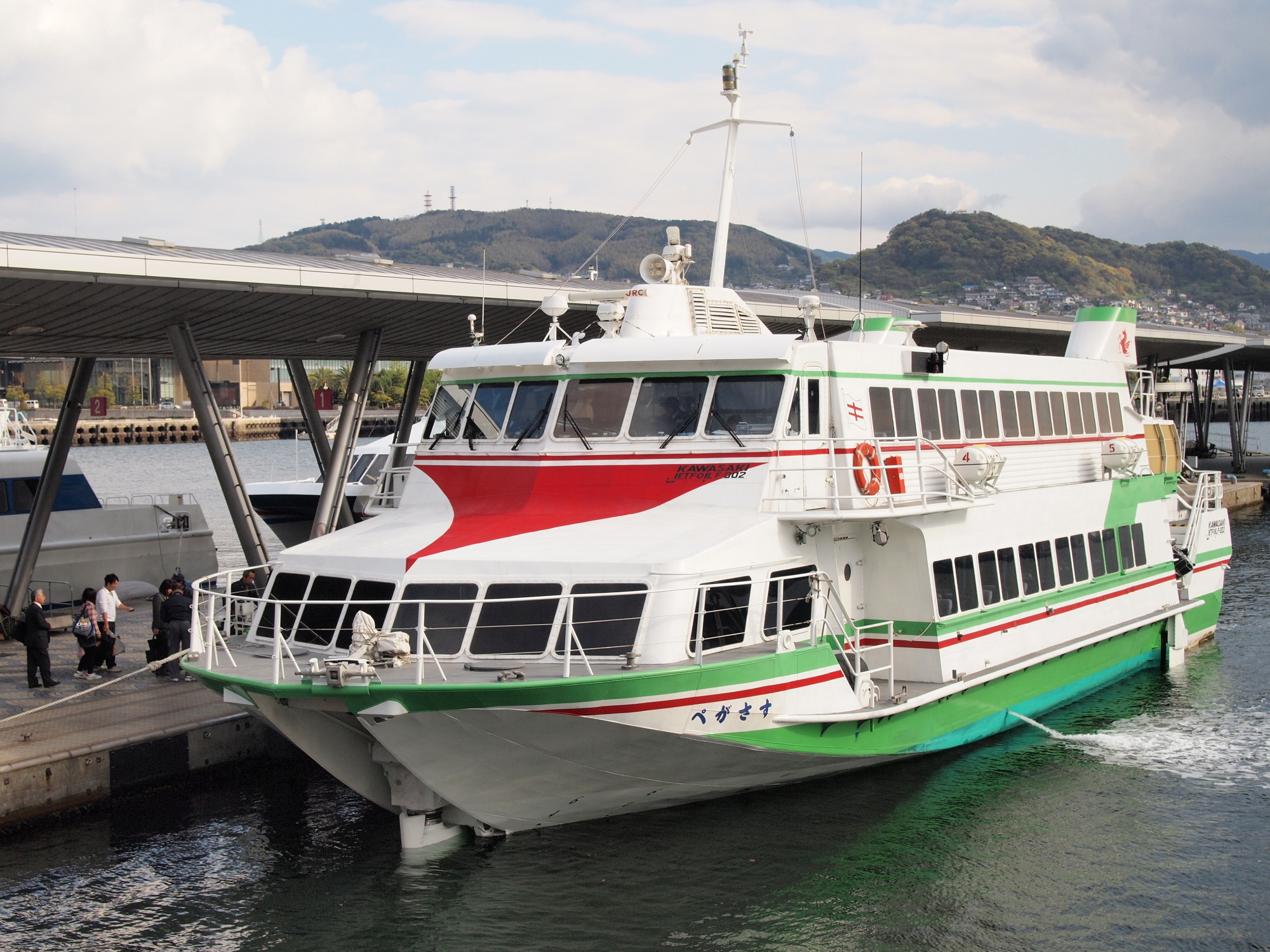
ジェットフォイル「ぺがさす」（長崎港にて）

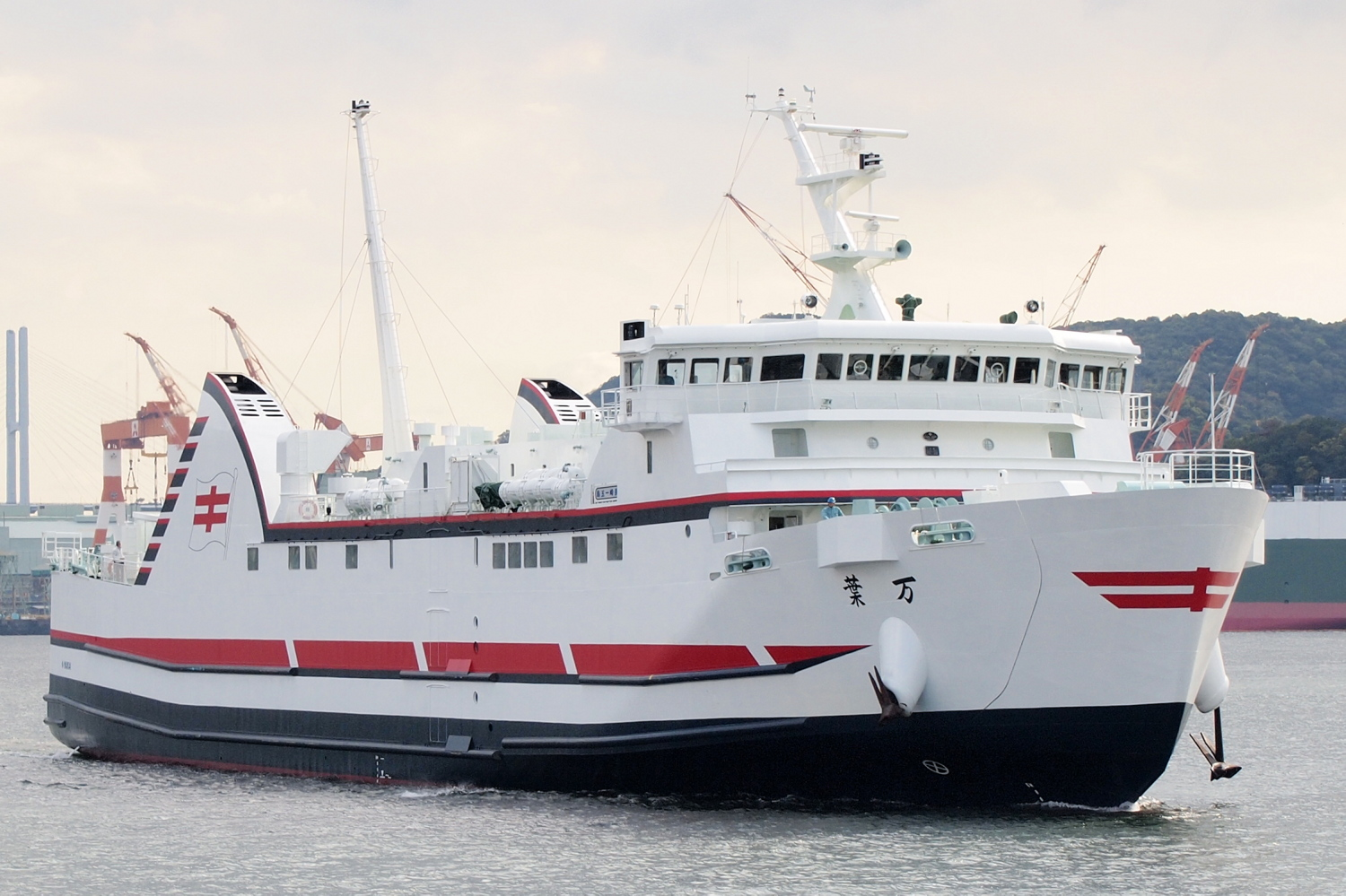
長崎港と五島を結ぶ九州商船のフェリー「万葉」（長崎港にて）

### 空路
福江島に五島福江空港があり、長崎県内の離島便として長崎空港から1日3往復の便があるほか、福岡空港からも1日3 - 4往復の航空便がある。
以前は8月の2週間程度、関西国際空港から福江空港までの直行便が運航されていたが、利用客の減少に伴い現在は廃止されている。
なお、上五島には上五島空港があるが、2006年をもって定期便は廃止されている。

### 海路
福江島への船便は長崎港から福江港のフェリー・ジェットフォイルがある。フェリーは1日3便、ジェットフォイルは1日4便以上、繁忙期は6～7便の運行となる。ジェットフォイルでの長崎港 - 福江港間の所要時間は約1時間30分である。
この他には博多港（福岡市）から福江港へのフェリーがあるが、距離が長いため1日1往復の運航である。
長崎市、五島市はどちらも港町として発展し市街地が港から広がった経緯があるため、現在でもフェリーやジェットフォイルが発着する港のターミナルは市街地に直接接しており市街中心部から徒歩で行ける。
上五島（中通島・小値賀島・宇久島）へは、長崎港から福江港へのジェットフォイルの一部が寄港するほか、佐世保港からのフェリー・高速船もある。

### 島内交通
島内での移動は自家用車が中心で、人口の多い福江島でさえ路線バスも本数が少ないなど、島内における公共交通は充実していない。島同士が近接している箇所も多いが、ほとんどが架橋されていない。

## 産業
五島藩の城下町であった福江では当時から商工業が見られたものの、元来、五島では大多数が半農半漁の生活であった。現在ではこれに加えて観光も五島の主要産業となっている。
五島列島の周囲は日本屈指の好漁場であり、外海の中の複雑な海岸線に育まれた上質な鮮魚や貝、海老など魚介類の宝庫といえる。このため、五島列島のどの島でも漁師が多く、小型漁船による比較的近海の漁だけでなく、以前は東シナ海方面の遠洋漁業で非常に潤った時期もある。上五島では古くから捕鯨も盛んに行われていた。
五島の海産物は古くからよく知られている。現代においても五島の水産物は味が良く、例えば五島の鮑（アワビ）は現代でも中国で最高級品とされるほど評価が高いといわれる。また、するめの産地としても古くから知られており、五島の特産品である大型の水イカ（みずいか、アオリイカの五島での呼び名）のするめは古くから「五島の一番するめ」とも呼ばれ最高級品として珍重されている。
みやげ物にもなる鮑やスルメだけでなく、五島ではどこでも新鮮な海産物が手に入り、寿司屋や海鮮料理店も多い。近年ではインターネットによる通信販売なども盛んになり、都会でも手軽に味わえるようになっている。
五島列島では複雑な海岸線を生かした養殖漁業も盛んに行われている。高級魚のブリやマグロのほか、アコヤ貝・真珠の養殖も盛んである。2015年には近畿大学と豊田通商が五島列島の福江島で近大マグロの一貫養殖拠点となる施設「ツナドリーム五島」を開設している。
比較的平地の多い福江島などでは稲作も盛んである。夏場を過ぎると台風の被害を受けることが多いため、近年では温暖な気候を利用して早稲の栽培が一般化しており、多くの田では8月のお盆休みぐらいには稲刈りを終えてしまう。しかし、豊富な水産資源に比べると土地にはあまり恵まれておらず、山がちで平野が少ないため、稲作よりもむしろ畑作が比較的多い。
火山灰質の土地も耕作向きではないためか、近世の甘藷（かんしょ、サツマイモ）伝来以降五島には甘藷が根付いており、甘藷を薄く切って天日で干した「かんころ」と呼ばれる干し芋や、これを餅にまぜてついた「かんころもち」という緑色の餅菓子は五島のシンボルである。サツマイモ以外にもタバコや桑などの作物が五島の農家の主な収入となっており、温暖な気候を利用した果物や花の栽培、五島牛などの畜産も盛んである。

### 特産品
- あごだし五島うどん
- カラスミ
- ダイアモンドソルト（塩）
- 椿製品（五島の椿プロジェクト）[31]

### エネルギー産業
上五島の中通島では洋上のメガフロートを利用して国策の石油備蓄基地の一つとして上五島国家石油備蓄基地が建設されている。島陰を利用した洋上備蓄は我が国唯一のものであり、本土から離れた五島では大きな国の施設は珍しく異色の存在となっている。原則として希望日の5日前までに申し出ればいつでも見学可能。
2006年、五島列島近海での石油埋蔵の可能性が高いとの政府発表があった。詳細な調査はまだこれからだが、将来技術的・経済的に採掘可能となれば、五島列島近海に海上油田ができ、五島列島にも更に石油関連産業の施設が作られるかも知れないという期待もでている。
この他、五島列島の最北端にあり佐世保市に属する宇久島では、ドイツのフォトヴォルト・デヴェロップメント・パートナーズ・ゲーエムベーハー（PVDP）社などの企業連合による太陽光発電所「宇久島メガソーラーパーク」事業が進行中である。
なお、五島列島内の電力供給については、かつては島内に置かれた発電所が担っていたが、当時国内最長となる53 kmの海底ケーブルによる五島連系設備が2005年に運用を開始し、本土からの送電が行われるようになった。五島連系設備の運用開始後、一部の発電所は廃止されたが、連系設備の異常や電力不足などの事態に備えて一部は維持されている。

## その他
- 1995年公開の怪獣映画『ガメラ 大怪獣空中決戦』では五島列島内に「姫神島」という島が登場するが、実際には存在しない。
- 漫画『ばらかもん』は五島列島を舞台とした作品で、作者のヨシノサツキは長崎県五島市在住である。2015年にはアニメ化された。
- 2015年公開の新垣結衣主演の青春映画『くちびるに歌を』では長崎県五島列島のとある中学校を舞台としている。
- ファッションモデルで女優の川口春奈は五島市出身。五島市立福江中学校在学中に芸能界でブレークし、しばらく五島と東京の往復生活をした後に中学3年生から東京に移住した。五島列島には「奈留島（なるしま）」があり島民には「奈」の字は昔から身近な字である。
- 日露戦争の日本海海戦の端緒となった「敵艦見ゆ」の報は五島列島福江島西端の大瀬崎灯台近くの無線電信所が受信した。
- 太平洋戦争の終盤に沖縄に向けて出撃した戦艦「大和」が沈んでいる鹿児島県西方の枕崎坊ノ岬沖は五島列島南方沖であり、五島列島に属する男女群島の真南である（坊ノ岬沖海戦）。また、五島列島南西沖35kmの海底には戦後、アメリカ軍により海没処分された多数の日本海軍潜水艦が沈んでいる[37]。
- 五島列島最大の福江島は鷹の一種である渡り鳥ハチクマが大陸に渡る日本における最終経由地。9月後半から10月初めにかけて福江島西端の大瀬崎付近に集まった後群れをなして飛んでいくのが観察できる[38]。
- 1999年12月8日、五島列島に初めて24時間営業のコンビニエンスストアが誕生[39]。地元企業ドゥイングによるフランチャイズ店として、中通島の新魚目町（現新上五島町）浦桑郷にRICマート浦桑店がオープンした。その後同社は福江島にも出店し、2014年には五島列島内で8店舗を展開することとなった。2015年にRICマートブランドのフランチャイザーであったココストアがファミリーマートに買収されたのを機に、ドゥイングはポプラとフランチャイズ契約を結び、新たな看板で営業をスタートした[39]。2020年9月にポプラがローソンとメガフランチャイズ契約を締結したことに伴って[40]、2021年4月以降には五島列島内のポプラは順次ローソンに切り替えられる[39]。

## 五島を題材にした作品

### 映画
- くちびるに歌を
- 刑事物語3 潮騒の詩
- 沈黙 -サイレンス-
- 捨てがたき人々

### ドラマ
- 舞いあがれ!

### 音楽
- 五島椿 (石原詢子)
- 瞳を閉じて (荒井由実)

### 漫画
- ばらかもん

### ゲーム
- 蒼の彼方のフォーリズム
- 神田川JET_GIRLS